# Iêmen do Sul nos Jogos Olímpicos de Verão de 1988
O Iêmen do Sul competiu nos Jogos Olímpicos de Verão de 1988, realizados em Seul na Coreia do Sul. Essa foi a única vez que o país participou das Olimpíadas antes de se unir ao Iêmen do Norte para formar uma única nação, conhecida simplesmente como Iêmen.

## Desempenho

### Atletismo
Masculino
| Atleta               | Prova | Elims.   | Elims.     | Quartas     | Quartas     | Semifinal   | Semifinal   | Final       | Final       |
| Atleta               | Prova | Res.     | Pos.       | Res.        | Pos.        | Res.        | Pos.        | Res.        | Pos.        |
| -------------------- | ----- | -------- | ---------- | ----------- | ----------- | ----------- | ----------- | ----------- | ----------- |
| Ehab Fuad Ahmed Nagi | 100m  | 11.53    | 8º/bat. 4  | Não avançou | Não avançou | Não avançou | Não avançou | Não avançou | Não avançou |
| Sahim Saleh Mehdi    | 200m  | 22.95    | 8º/bat. 2  |             |             | Não avançou | Não avançou | Não avançou | Não avançou |
| Anwar Al-Harazi      | 5000m | 15:11.20 | 18º/bat. 3 |             |             | Não avançou | Não avançou | Não avançou | Não avançou |

### Boxe
Masculino
| Atleta                | Categoria  | Primeira fase          | Segunda fase           | Terceira fase          | Quartas-de-final       | Semifinais             | Final                  |
| Atleta                | Categoria  | Adversário e resultado | Adversário e resultado | Adversário e resultado | Adversário e resultado | Adversário e resultado | Adversário e resultado |
| --------------------- | ---------- | ---------------------- | ---------------------- | ---------------------- | ---------------------- | ---------------------- | ---------------------- |
| Mohamed Mahfood Sayed | Peso mosca | Bye                    | UGA E. Nsubuga D KO    | Não avançou            | Não avançou            | Não avançou            | Não avançou            |
| Ali Mohamed Jaffer    | Peso pena  | THA W. Pongsri D RSC   | Não avançou            | Não avançou            | Não avançou            | Não avançou            | Não avançou            |